# Martha Díaz de Kuri
Martha Victoria Díaz Gómez de Kuri, académica e investigadora mexicana adscrita a la Universidad Nacional Autónoma de México, cirujano dentista de formación (generación 1960-1964), con especialización en la Odontopediatría, historiadora (generación 1986) de profesión, egresada de la Facultad de Filosofía y Letras (Universidad Nacional Autónoma de México). 
Desde 1997, dirige el Departamento de Historia de la Facultad de Odontología (Universidad Nacional Autónoma de México), así como dedica sus esfuerzos a la investigación en distintos temas de Historia de México. Es Premio Sor Juana Inés de la Cruz 2005, otorgado por la UNAM, a académicas y docentes destacadas; autora de distintas publicaciones sobre historia de la migración libanesa y sobre historias familiares, ha contribuido a el enriquecimiento vanguardista en su área del conocimiento, v.g. Para titularse como cirujano dentista presentó la tesis intitulada “Paidodoncia organización de consultorios ” (mención honorífica) y para recibirse a las letras mexicanas como historiadora presentó una investigación básica para el gremio odontológico llamada “Nacimiento de una profesión: La Odontología en el Siglo XIX en México" (mención honorífica), que más tarde publicaría Fondo de Cultura Económica.
Ha sido docente de distintos cursos en la Universidad Nacional, teniendo la titularidad de cátedras como: Odontología Infantil, Historia de la Odontología, La Odontología en el Panorama Científico de México, “Recetas y prescripciones del México Prehispánico al Virreinal”, Inducción a la docencia, el Módulo de Introducción a la Odontología, entre otras.
De la misma manera ha participado en distintas instituciones de educación superior como la Universidad Intercontinental y la Universidad Latinoamericana, entre otras, como docente invitada, impartiendo cursos: 
- La Dentistería en la Época Colonial y Siglo XIX
- Historia de la Ciencia en México
- Historia de la Odontología
- Las Especialidades Estomatológicas en la Práctica Clínica
- Antecedentes Históricos de la Práctica Odontológica
- Fuentes para el Estudio de los Tratamientos Dentales en el México Prehispánico
- La mujer en la Odontología Mexicana
- Medicina Árabe
- La Odontología en el Siglo XIX en México
- Líbano de ayer y hoy
- Métodos y Técnicas de Investigación Documental (Instituto Politécnico Nacional)
- Mil años de Relación Medicina-Odontología
- Evidencia, Evaluación y Resultados de los Procesos Ortopédicos y Ortodóncicos
- Medicina y tratamientos dentales en las culturas antiguas
- Pierre Fauchard y el nacimiento de la Dentistería
- Fuentes para el estudio de la Medicina y los tratamientos dentales en el México Prehispánico
- La odontología en los Siglos XIX y XX en México
- Apuntes sobre la Historia de la Odontología en México”.

La doctora Martha Díaz, ha participado de distintos eventos académicos dictando gran cantidad ponencias sobre variopintos temas, así como de la redacción de planes y programas de estudio de su Alma Mater y de distintas actividades de apoyo a la docencia. Ha asesorado un importante número de tesis y tesinas de pasantes de Odontología e Historia.

Ella ha pertenecido a distintas asociaciones nacionales como extranjeras, entre las que destacan el Internacional Collegue of Dentistry, Al Hakim (Médicos y dentistas de origen libanés), Al Fanaan (Artistas e intelectuales de origen libanés, la Asociación Dental Mexicana, la Asociación Dental del Distrito Federal, la Sociedad de Historia de la Ciencia y la Tecnología, la Asociación de Historia y Filosofía de la Medicina, la Academia de Ciencias Médicas, el Instituto Mexicano de Cultura,  y es socio numerario en la Sociedad Mexicana de Historia y Filosofía de la Medicina.

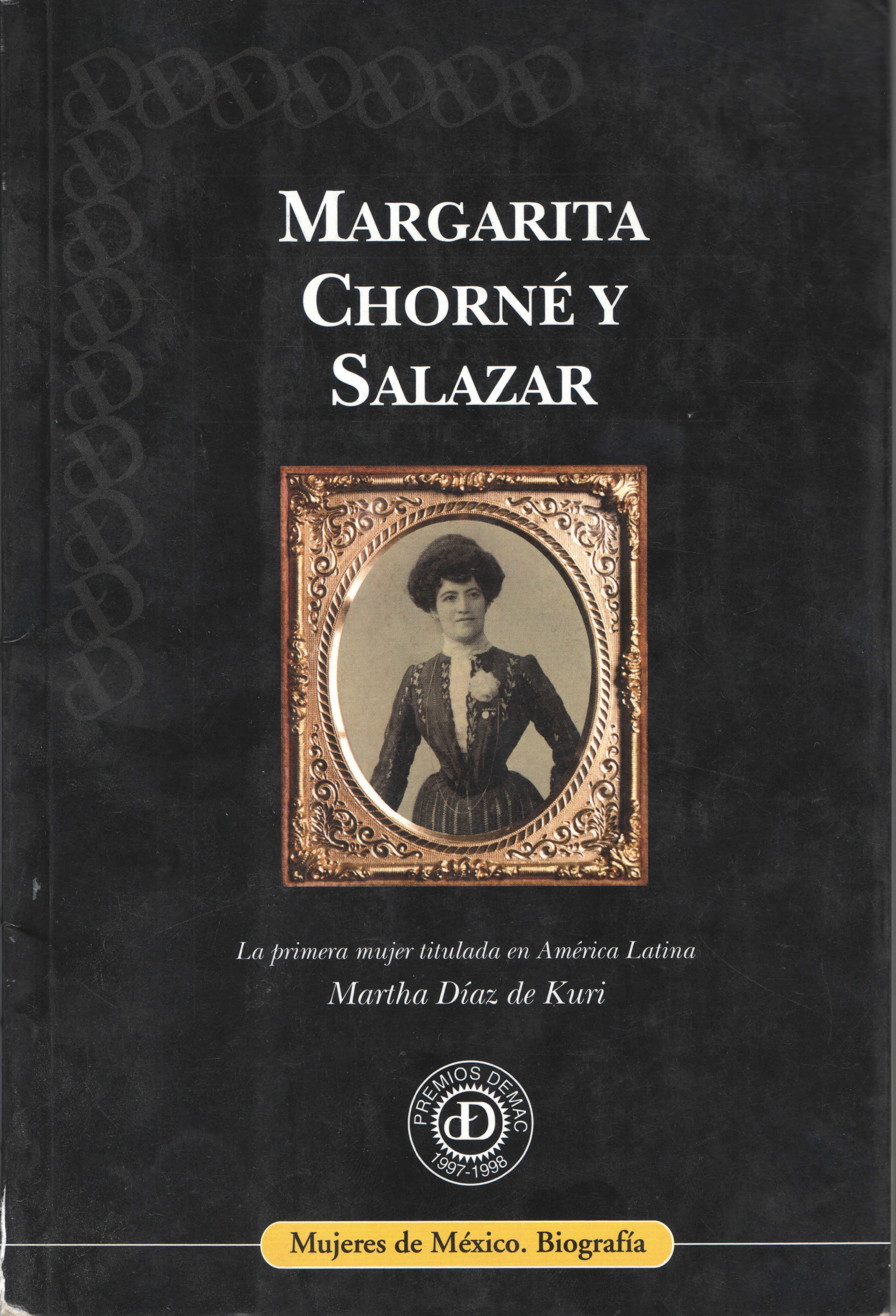
Biografía de la primera mujer latinoamericana titulada

Ha sido Premio DEMAC 1997-1998 y 2005-2006 a la mejor biografía de mujer mexicana y en 2013 le fueron reconocidos 15 años de servicios académicos en la Universidad Nacional Autónoma de México, y un año más tarde desde Beirut la Norte Dame University - Louaize le otorgó el Acknowledgment Award por su prolífica obra sobre la comunidad libanesa en México.

De izquierda a derecha El Señor Embajador de Líbano en México, Dr. Hicham Hamdan, la Dra. Guita Hourani, la Dra. Martha Díaz de Kuri, el Lic. Ricardo Kahwagi y el Dr. Carlos Martínez Assad

Entre las actividades altruistas que realiza, se encuentra en el grupo de fundadores del Patronato de la Fundación para la Protección de la Niñez que se constituyó el 11 de diciembre de 1990. Y hasta la fecha como sigue siendo parte fundamental de ésta. Esta Asociación Civil busca el bienestar y protección del niño mexicano en situación vulnerble.
Bibliografía
Entre su producción bibliográfica podemos encontrar su pluma en 
- Díaz Gómez Martha y Sanfilippo Borras José, “50 años de la Asociación Dental Mexicana”, 1ª. Edición, México, D. F., Compañía Colgate Palmolive, S. A. de C. V., 1992.
- Díaz Gómez Martha, “Nacimiento de Una Profesión: La Odontología en El Siglo XIX en México”, 1ª. Edición, México, D. F., Fondo de Cultura Económica, S. A. de C. V., 1994.
- Díaz Gómez Martha y Viesca Treviño Carlos, “Historia del Hospital General de México”, 1ª. Edición, México, D. F., Creatividad y Diseño, 1994.
- Díaz Gómez Martha y Viesca Treviño Carlos, “Yólotl.  Historia de la Cardiología Mexicana”, 1ª. Edición, México, D. F., Laboratorio Mead Jonson de México, 1996.
- Díaz Gómez Martha, Vázquez Lacroix Martha, María Elena, “Bahía de Juglares”.  Antología de Cuentos, 1ª. Edición, México, D. F., Editorial Planeta, 1996.
- Díaz Gómez Martha y Macluf Macluf Lourdes, “De Líbano a México,  Crónica de Un Pueblo Emigrante”, 3ª. Edición, México, D. F., Creatividad y Diseño, 1996.
- Díaz Gómez Martha, “Historia, Anécdotas y Recordanzas del Grupo U. S. C. de México.  Los Primeros 50 Años”, 1ª. Edición, Editorial Particular, 1997.
- Díaz Gómez Martha, “Capítulo Chávez y su paso por el Hospital General de México, en Ignacio Chávez”, 1ª. Edición, México, D. F., Instituto Nacional de Cardiología Ignacio Chávez, 1997.
- Díaz Gómez Martha, “Margarita Chorné y Salazar”, 1ª. Edición, México, D. F., DEMAC, 1998.
- Díaz Gómez Martha y Martínez Assad Carlos, “Capítulo Libaneses en Veracruz en Historia del Puerto de Veracruz, 1ª. Edición, México, D. F., Gobierno de Veracruz, 2000.
- Díaz Gómez Martha y Viesca Treviño Carlos, “Historia del Hospital Infantil de México, 1ª. Edición, México, D. F., Creatividad y Diseño, 2001.
- Díaz Gómez Martha y Macluf Macluf Lourdes, “De Líbano a México.  La vida alrededor de la mesa”, 1ª. Edición, México, D. F., 2001.
- Díaz Gómez Martha y González Ortiz Rosa María, “Seminario Nacional, Medio Siglo de Derechos Políticos de las Mujeres en México, Libro anual publicado por la Federación de Mujeres Universitarias, enero del 2004.
- Díaz Gómez Martha, Cuentos “Cuando Rudolf regrese” y “Descanse en Paz, en el libro “Doce Afectos.  Antología”, Editorial Plaza y Valdés, S. A. de C. V., 14 de junio de 2006, Palacio de Bellas Artes.
- Díaz Gómez Martha “70 años de odontología a través de la obra del maestro Enrique C. Aguilar”, editores Buena Onda, S. A. de C. V., octubre de 2007.
- Díaz Gómez Martha y González Ortiz Rosa María, “El trabajo de las odontólogas en la segunda mitad del siglo XX”, libro “Medio siglo de derechos políticos de las mujeres en México” Editorial de la Universidad Autónoma del Estado de Hidalgo, págs., 332-341, septiembre de 2008,
- Díaz Gómez Martha “Familia Aboumrad”1ª edición, México, D. F.  junio de 2011.
- Díaz Gómez Martha “Historia de la Farmacología”, libro “Farmacología y Terapéutica en Odontología”, Editorial Panamericana, 2012.
- Díaz Gómez Martha “Historia de la Odontología, sus inicios y desarrollo en México, Departamento de Historia de la Odontología, Facultad de Odontología de la UNAM, 2013.
- Díaz Gómez Martha, Rocha Grafías, Vanesa, “Historia de la Otorrinolaringología”, México, Sociedad de Otorrinolaringología, 2016, 302p..

Hemerografía
Ha sido invitada a colaborar en distintas publicaciones internacionales, pudiendo hallar entre estas artículos como:
- Díaz Gómez Martha y González Ortiz Rosa María,  “Women in Dentistry”, Journal of the History of Dentistry, Marzo del 2001.
- Díaz Gómez Martha “La mujer en la Odontología Mexicana”, Revista del Museo y Centro de Estudios Históricos de la Facultad de Odontología de Buenos Aires, Año 25, No. 42, Diciembre de 2010, Pág. 21-24.
- Díaz Gómez Martha “El Códice de la Cruz-Badiano y sus tratamientos dentales”, Revista del Museo y Centro de Estudios Históricos de la Facultad de Odontología de Buenos Aires, Año 25, No. 43, Diciembre de 2011, Pág., 11-13.
- Díaz Gómez Martha y Cruz Cindy “Traditional Herbal Medicine in Mexican Dentistry, Pharmaceutical Biology, Editorial Office, 2016.

Y en su tinta hemerográfica nacional, referencias de artículos en revistas como:
- Díaz Gómez Martha, “La Mujer en la Productividad”, Revista de la Asociación Dental Mexicana, Vol. XXX, No. 5, Septiembre-Octubre, 1973, pp. 53-54.
- Díaz Gómez Martha, “Odontología y Sociedad, Saturno Jesús González, Reseña en Quipu”, Revista Latinoamericana de las Ciencias y la tecnología, Vol. III, No. 2, Mayo-Agosto, 1986, pp. 263-266.
- Díaz Gómez Martha, “Anthony Butler y Su Instrumento de Presión contra México, Las Reclamaciones de Un Dentista Norteamericano”, Revista de la Asociación Dental Mexicana, Vol. XLVI, No. 3, Mayo-Junio, 1989, pp. 124-125.
- Díaz Gómez Martha, “Conflicto por la Patente de las Placas Dentales Autoadheribles”, Revista de la Asociación Dental Mexicana, Vol. XLVI, No. 6, Noviembre-Diciembre, 1989, pp. 45-46.
- Díaz Gómez Martha, “La Revista Dental Mexicana”, Revista de la Asociación Dental Mexicana, Vol. XLIX, No. 4, Julio-Agosto, 1992, pp. 211-218.
- Díaz Gómez Martha, “El Palacio de la Odontología (Primera Parte)”, Revista de la Asociación Dental Mexicana, Vol. LII, No. 4, Julio-Agosto, 1996, pp. 174-176.
- Díaz Gómez Martha, “El Palacio de la Odontología (Segunda Parte)”, Revista de la Asociación Dental Mexicana, Vol. LIII, No. 5 Septiembre-Octubre, 1996, pp. 230-232.
- Díaz Gómez Martha, “Francisco Raúl Miranda Baena, 14 de Febrero de 1934”, Revista de la Asociación Dental Mexicana, Vol. LIII, No. 6, Noviembre-Diciembre, 1996, pp. 275-277.
- Díaz Gómez Martha, “La Práctica Dental en el Siglo XIX”, Revista de la Asociación Dental Mexicana, Vol. LIV, No. 1, Enero-Febrero, 1997, pp. 10-11.
- Díaz Gómez Martha, “El Presidente Díaz y su Dolor de Muelas”, Revista de la Asociación Dental Mexicana, Vol. LIV, No. 2, Marzo-Abril, 1997, pp. 73-74.
- Díaz Gómez Martha, “Margarita Chorné y Salazar”, Revista Dentista y Paciente, Vol. V, No. 52, Marzo de 1997, pp. 17-21.
- Díaz Gómez Martha, “Anestesia”, Revista de la Asociación Dental Mexicana, Vol. LIV, No. 4, Julio-Agosto, 1997, pp. 195-198.
- Díaz Gómez Martha, “Nacimiento de Un Grupo de Estudios”, Revista de la Asociación Dental Mexicana, Vol. LIV, No. 3, Mayo-Junio, 1997, pp. 129-131.
- Díaz Gómez Martha, “Francisco Raúl Miranda Baena, premio Margarita Chorné y Salazar”, Boletín de la Asociación Dental Mexicana, Vol. LVI, Julio-Agosto, 1999, pp. 5-6.
- Díaz Gómez Martha, “Los inicios de la Mujer en la Vida Profesional.  Difusión de la Academia y la Cultura”, Revista de la Escuela Nacional Preparatoria, Vol. I, No. 5, Diciembre de 2000.
- Díaz Gómez Martha y González Ortiz Rosa María, “La Participación de las Mujeres en la Odontología Mexicana (primera parte)”, Revista de la Asociación Dental Mexicana, Vol. LVII, No. 1, Enero-Febrero, 2000, pp. 19-22.
- Díaz Gómez Martha y González Ortiz Rosa María,  “La Participación de las Mujeres en la Odontología Mexicana (segunda parte)”, Revista de la Asociación Dental Mexicana, Vol. LVII, No. 2, Marzo-Abril, 2000, pp. 59-64.
- Díaz Gómez Martha, “Los inicios de la Mujer en la Vida Profesional.  Difusión de la Academia y la Cultura”, Revista de la Escuela Nacional Preparatoria, Vol. I No. 5, Diciembre de 2000.
- Díaz Gómez Martha, “ Los Retratos de tu Infancia”, Revista Una Vida en el Teatro, Edición dedicada al Primer Aniversario Luctuoso del Maestro Héctor Azar, Centro Libanés de México, A. C., Vol. I, Mayo del 2001, pp. 8-9.
- Díaz Gómez Martha, “Dr. Antonio Zimbron Levy, Premio Margarita Chorné y Salazar”, Revista de la Asociación Dental Mexicana, 2001.
- Díaz Gómez Martha “El Pastor reúne a su rebaño”, Gaceta Unión Maronita de México, órgano informativo de la Unión Maronita de México, A. C., número 3, verano 2002.
- Díaz Gómez Martha “Historia de la Odontología”, Gaceta UNAM Iztacala, número 200, p 4, 25 de noviembre del 2002.
- Díaz Gómez Martha “Fauchard, El Enciclopedista de la Odontología”, Humanidades, Un periódico para la Universidad, número 248, p 17, abril 2 del 2003.
- Díaz Gómez Martha “El Doctor Merolico”, Humanidades, Un periódico para la Universidad, número 244, p. 3, febrero 5 del 2003.
- Díaz Gómez Martha “De Líbano a México, La Vida alrededor de la mesa”, Humanidades, Un periódico para la Universidad, número 245, P. 4, febrero 19 del 2003
- Díaz Gómez Martha “Inauguración de la Primera Escuela para Dentistas”, La Patria Diario de México, número 5617, Año XIX, p 1 y 3, 20 de abril de 2004.
- Díaz Gómez Martha “El Sr. General Don Porfirio Díaz, revisa las instalaciones del Hospital General”, La Patria Diario de México, número 5617, Año XIX, p. 1 y 2, 20 de abril de 2004.
- Díaz Gómez Martha “Noticias Científicas y Médicas”, La Patria Diario de México, número 5617, Año XIX, p. 7, 20 de abril de 2004.
- Díaz Gómez Martha “Sala de la Odontología Mexicana”, Revista Odontológica Mexicana, Órgano Oficial de la Facultad de Odontología, UNAM, Volumen 8, Número 4, Diciembre de 2004, p 133 y 134.
- Díaz Gómez Martha “Mujeres que se atreven a contar su historia”, Revista mensual Espejo del Sur, Año 1, núm. 3, julio-agosto 2007, p 7.
- Díaz Gómez Martha “Terapia Celular.  Nueva Alternativa del tercer milenio, lidereada por un mexicano”, Revista mensual Espejo del Sur, Año 1, núm. 3, Septiembre de 2007, p 5.
- Díaz Gómez Martha “La memoria es un mapa lleno de correcciones”, Revista mensual Espejo del Sur, Año 1, núm. 4, octubre de 2007, p 7.
- Díaz Gómez Martha “In memoriam”, Presentación del Libro “70 años de odontología a través de la obra del maestro Enrique C. Aguilar”, Oral B News, año 3, Vol. 3, Número 9, enero de 2008.
- Díaz Gómez Martha “La llegada a México de la Odontología”, Analecta Histórico Médica, Suplemento I, 2008 VI, Memorias del 41 Congreso Internacional de Historia de la Medicina, septiembre de 2008.
- Díaz Gómez Martha “El papel histórico de la mujer en la odontología”, Oral B News, año 4, Vol 5, número 11, 2008, páginas 6 y 7.
- Díaz Gómez Martha “100 años de tratamientos dentales en México.  De la Independencia a la Revolución”, Odontología Actual, especial Centenario de la Odontología Mexicana, Año 8, número 91, Noviembre de 2010, Pág., 16-22.
- Díaz Gómez Martha “Del marfil a los acrílicos”, Odontología Actual, especial La práctica Dental 1840-1940, Año 8, número 106, Febrero de 2012, Pág., 6-16.
- Díaz Gómez Martha “Semblanza Enrique C. Aguilar” La Revista del Odontólogo 2012, septiembre de 2012, Pág., 11-12
- Díaz Gómez Martha “70 años de la Asociación Dental Mexicana”, Odontología Actual, el periódico, Volumen 3, número 5, noviembre de 2012, Pág., portada y 20.
- Díaz Gómez Martha y Ortega Herrera Héctor, “El Palacio de la Autonomía Universitaria: antes y ahora”, Revista de AAPAUNAM Academia, Ciencia y Cultura, páginas 122-128. No. 2, abril-junio, 2013.
- Díaz Gómez Martha “El proceso de profesionalización de la Odontología”, Odontología Actual, número 123, julio de 2013.
- Díaz Gómez Martha “Recetas y prescripciones del México Prehispánico al Siglo XX”, Odontología Actual, número 127, noviembre de 2013.
- Díaz Gómez Martha “Historia ¿para que?”, Revista Odontológica Mexicana, Órgano Oficial de la Facultad de Odontología, UNAM, Volumen 18, número 3, julio septiembre de 2014.
- Díaz Gómez Martha “El maestro Alberto Fisch Segovia y su sueño de competir con las compañías internacionales”, Odontología Actual, número 135, julio de 2014.
- Díaz Gómez Martha “ Inicios de la Ortodoncia en México”, Revista Mexicana de Ortodoncia, Volumen 2, número 4, octubre-diciembre, 2014.
- Díaz Gómez Martha, "La gastronomía libanesa en México", Cuadernos de Nutrición, Volumen 39, No. 2, Periodo Marzo-Abril, 2016.